# آنا تيجو
أنا ماريا ميرينو تيخوكس (بالإسبانية: Ana María Merino Tijoux)‏ هي مغنية وموسيقية فرنسية تشيلية ولدت في 12 يونيو 1977 في مدينة ليل في فرنسا، تغني الهيب هوب والبوب وآر أند بي معاصر، نالت شهرة واسعة في أمريكا اللاتينية، عاشت عائلة تيخوكس في المنفى بعد حكم الدكتاتور التشيلي أوغستو بينوشيه.

## روابط خارجية
- آنا تيجو على موقع ميوزك برينز (الإنجليزية)
- آنا تيجو على موقع أول ميوزيك (الإنجليزية)
- آنا تيجو على موقع ديسكوغز (الإنجليزية)